# 金黃異齒䲁
金黃異齒䲁（學名：Ecsenius midas），又稱金黃無鬚䲁，為輻鰭魚綱鳚形目䲁科異齒䲁屬的一種，分布於印度太平洋區，從鴻海、東非至馬克薩斯群島海域，深度2至40公尺，本魚體延長，稍側扁，似圓柱狀；頭鈍短。前鼻孔具一鼻鬚；無眼上鬚及頸鬚，後犬齒，兩側各一個，側線無垂直孔對，體色通常為金橙色，背鰭的前部有狹窄的暗色邊緣，肛門附近有一個黑點，在印尼發現的個體體色為灰色、綠色至金黃色。背鰭硬棘13-14枚、背鰭軟條19-21枚、臀鰭硬棘2枚、臀鰭軟條20-23枚，體長可達13公分，棲息在水質清徹的珊瑚礁礁坡，以浮游生物為食，會與絲鰭擬花鮨(Pseudanthias squamipinnis)共游，並能快速改變顏色，以匹配與它們混合，雌魚產附著性卵，雄魚有護卵行為，幼魚為浮游性，可做為觀賞魚。